# Torre de Labrouche
Torre de Labrouche (2514 m) está enclavado en el Macizo Central de los Picos de Europa o macizo de los Urrieles, en Asturias.